# Matylda z Boulogne (1210)
Matylda z Boulogne (francouzsky  Mathilde de Boulogne, 1170? – 16. října 1210, Lovaň) byla mladší dcera Matěje, hraběte z Boulogne, a Marie I. hraběnky z Boulogne, dcery anglického krále Štěpána z Blois. Sňatkem s Jindřichem I., vévodou z Brabantu, se stala brabantskou vévodkyní.
Její matka byla po smrti svých bratrů jako dědička strategicky položeného hrabství žádanou partií a proto ji Matěj unesl z kláštera a vynutil si sňatek. Manželství Matyldiných rodičů však bylo anulováno v roce, kdy se narodila, a její matka se stala benediktinkou v St. Austrebert v Montreuil a zemřela v roce 1182. Obě dcery byly legitimizovány. Matyldin otec nadále vládl jako hrabě z Boulogne až do své smrti v roce 1173, kdy se její starší sestra Ida stala hraběnkou.
Matylda se v roce 1180 v 10 letech provdala za Jindřicha I., vévodu z Brabantu. Pár měl sedm dětí:
- Marie (cca 1190 – květen 1260), provdaná v Maastrichtu po 19. květnu 1214 za Ota IV., císaře Svaté říše římské, provdaná v červenci 1220 za hraběte Viléma I. Holandského
- Adelaida (* cca 1190), provdaná v roce 1206 za Arnolda III., hrabě z Loos, provdaná 3. února 1225 za Viléma X. z Auvergne (cca 1195–1247), provdaná před 21. dubnem 1251 za Arnolda van Wesemaele († 1288)
- Markéta (1192–1231), provdaná v lednu 1206 za Gerarda III., hraběte z Guelders († 22. října 1229)
- Matylda (cca 1200 – 22. prosince 1267), provdaná v Cáchách v roce 1212 za Jindřicha II., falckraběte rýnského († 1214), provdaná 6. prosince 1214 za Florise IV., hraběte z Holandska
- Jindřich II. Brabantský (1207–1248), poprvé se oženil před 22. srpnem 1215 s Marií Štaufskou; podruhé se v roce 1240 oženil s Žofií Durynskou
- Gottfried (1209 – 21. ledna 1254), lord z Gaesbeeku, se oženil s Marií van Oudenaarde
- dítě, jehož jméno a pohlaví není známo

Zemřela zřejmě na podzim roku 1210 nebo 1211. Byla pohřbena v Lovani v kostele svatého Petra společně s dcerou Marií.